# Radio Nederland Wereldomroep
Radio Nederland Wereldomroep (RNW) ist der Auslandsdienst des niederländischen Hörfunks. Er wird von der niederländischen Regierung getragen. Der Sender hat seinen Sitz in Hilversum und wird in der Rechtsform einer Stiftung betrieben. Seit 2013 richtet sich RNW an Jugendliche und junge Erwachsene in der Altersgruppe von 15 bis 30 Jahren aus Ländern, in denen keine Meinungsfreiheit gegeben ist. Diese sollen ausschließlich per Internet angesprochen werden, weshalb RNW sein klassisches Hörfunkangebot eingestellt hat.

## Geschichte

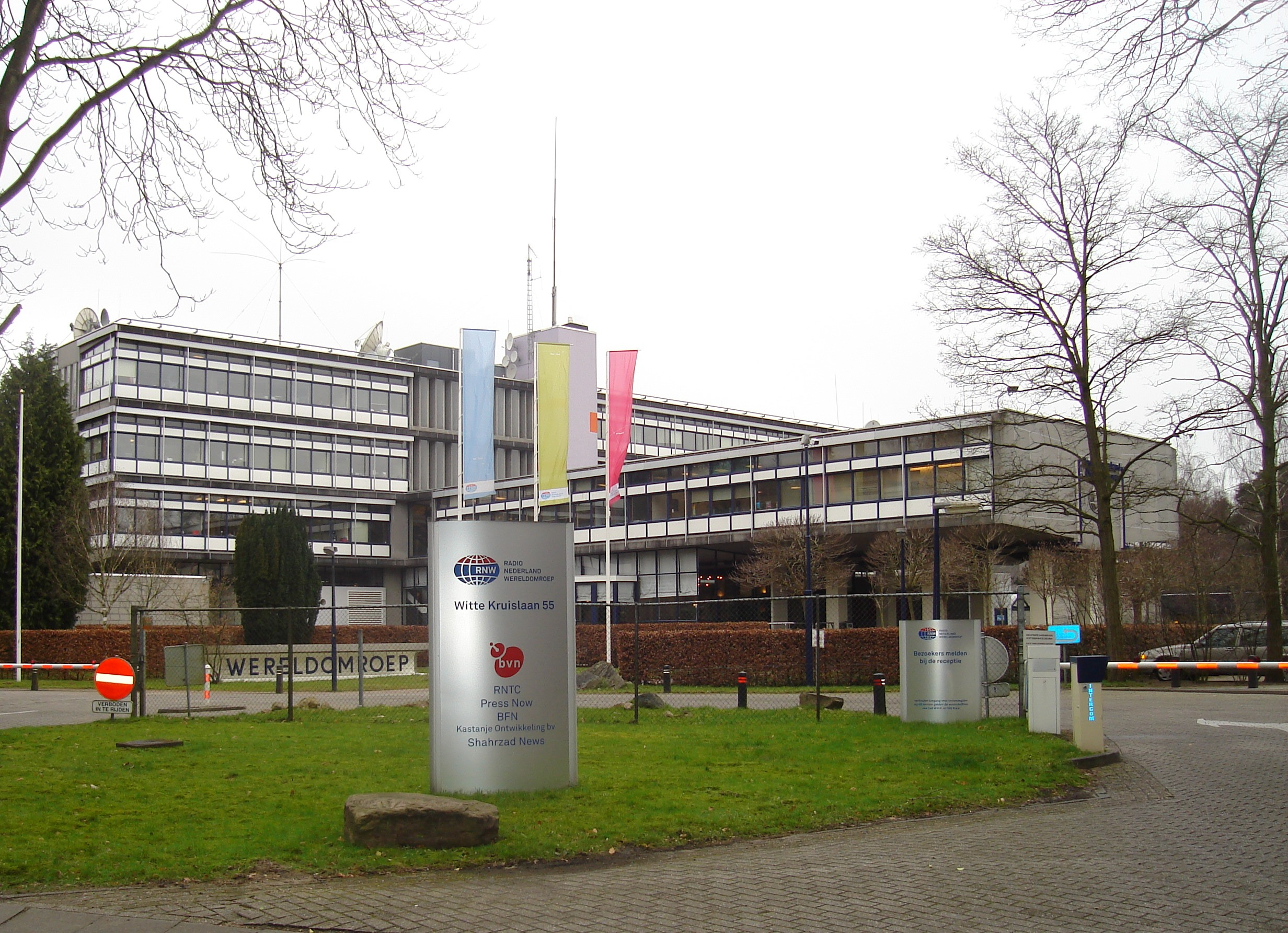
Ehemaliges Funkhaus Radio Nederland Wereldomroep

Historisches Logo

Die ersten Sendungen auf Kurzwelle aus den Niederlanden waren nach Niederländisch-Indien gerichtet. Sie begannen am 11. März 1927. Dabei wurde der PCJ-Kurzwellensender von Philips in Eindhoven genutzt. Das Rufzeichen „PCJ“ hat man bisweilen mit peace, cheer, and joy („Frieden, Jubel und Freude“) übersetzt. Am 31. März 1927 sprach die niederländische Königin Wilhelmina über den Sender zu den Bürgern in den Kolonien. 
Während des Zweiten Weltkrieges stellte die BBC ihre Sender für Radio Oranje zur Verfügung, das unter der Leitung von Henk van den Broek Sendungen für die von den Deutschen besetzten Niederlande produzierte. 
Nach der Befreiung von Eindhoven wurde der Sendebetrieb unter dem Namen Radio Nederland Herrijzend am 3. Oktober 1944 wieder aufgenommen. Das erste „Welt-Programm“ für Niederländer im Ausland wurde am 24. Mai 1945 über Sender der BBC ausgestrahlt. Der niederländische Rundfunk verfügte damals über keine eigenen Sendeanlagen mehr, weil sie im Krieg zerstört worden waren. Es dauerte bis zum 13. Oktober 1945, bis sie repariert werden konnten und die „Stiftung Radio Niederlande im Übergang“ (Stichting Radio Nederland in den Overgangstijd) den regulären Sendebetrieb aufnehmen konnte. 
In der Folgezeit wurden der Auslands- und der Inlandsrundfunk voneinander getrennt. Letzterer wurde mit Wirkung vom 15. April 1947 in der Stichting Radio Nederland Wereldomroep als Stiftung errichtet, und Henk van den Broek wurde zum Vorsitzenden ernannt. Man sendete auf Niederländisch, Indonesisch, Englisch und Spanisch, hauptsächlich Nachrichten und kulturelle Programme. Das Angebot wurde seitdem in mehreren Schritten ausgebaut. Ab 1949 kamen Sendungen auf Arabisch und Afrikaans hinzu. Seit 1969 sendete man auch auf Französisch, und seit 1974 wurde das Angebot um einen portugiesischen Sprachdienst erweitert, der Sendungen für Brasilien produziert. Seit 1952 sendete man auch für niederländische Auswanderer in Australien, Neuseeland und Kanada. 
Die Kurzwellenrelaisstationen auf Bonaire und auf Madagaskar wurden 1969 bzw. 1972 eröffnet. Der Kurzwellensender Flevo wurde seit 1985 vorwiegend von RNW genutzt, später aber zugunsten von Sendern im Ausland aufgegeben.
Seit 1960 gab es bei RNW auch eine Abteilung für das Fernsehen, die Produktionen des Niederländischen Fernsehens an ausländische Sender verkauft. 
Ab 1991 wurden Programme über Satellit nach Südamerika gesendet, die dort von lokalen Radiostationen wieder ausgestrahlt werden konnten. 
Das Internet wird seit 1996 genutzt. 
RNW war Mitglied von Euranet.
Seit 2010 wurde die Zusammenarbeit zwischen RNW und dem Inlandsrundfunk Nederlandse Publieke Omroep (NOS) verstärkt.
Die Sendungen von RNW richteten sich nicht mehr an Niederländer im Ausland, sondern waren dem Ziel verpflichtet, Meinungs- und Informationsfreiheit in den Teilen der Welt zu fördern, in denen die Pressefreiheit derzeit noch eingeschränkt sind. Zielregionen waren daher der Nahe Osten, Afrika, China und Lateinamerika.
Infolgedessen wurden
nach 65 Jahren am 11. Mai 2012 die Sendungen in niederländischer Sprache eingestellt. Die Mittel für den Auslandsdienst sind um 70 Prozent gekürzt worden. Außerdem wird die Finanzierung nicht mehr über das niederländische Kulturministerium, sondern über das Außenministerium erfolgen. Zum Sendeschluss wurde eine 24-stündige Abschiedssendung auf Niederländisch produziert, die auf den Kurzwellenfrequenzen 5955 kHz über den Sender Wertachtal, über den Sender Nauen auf 9895 kHz sowie über die Relaisstationen Madagaskar und Bonaire ausgestrahlt wurde. Außerdem wurde der britische Mittelwellensender Orfordness auf der Frequenz 1296 kHz eingesetzt. Damit endeten die Sendungen von RNW auf Kurzwelle.
Zum 29. Juni 2012 ist auch der spanischsprachige Dienst von Radio Nederland Wereldomroep eingestellt worden. Die Zukunft der Sendungen auf Englisch und auf Indonesisch war zunächst ungewiss. Am 11. Juni 2012 wurde bekanntgegeben, dass der englische Dienst zum Ende des Monats eingestellt werde. Der Livestream im Internet endete ebenfalls am 29. Juni 2012. An diesem Tag gab es eine Abschiedssendung der englischen Redaktion. Die Website werde weiter aktualisiert, eine aktuelle Berichterstattung über die Niederlande werde aber auch hier nicht mehr angeboten.

## Programme und Empfang

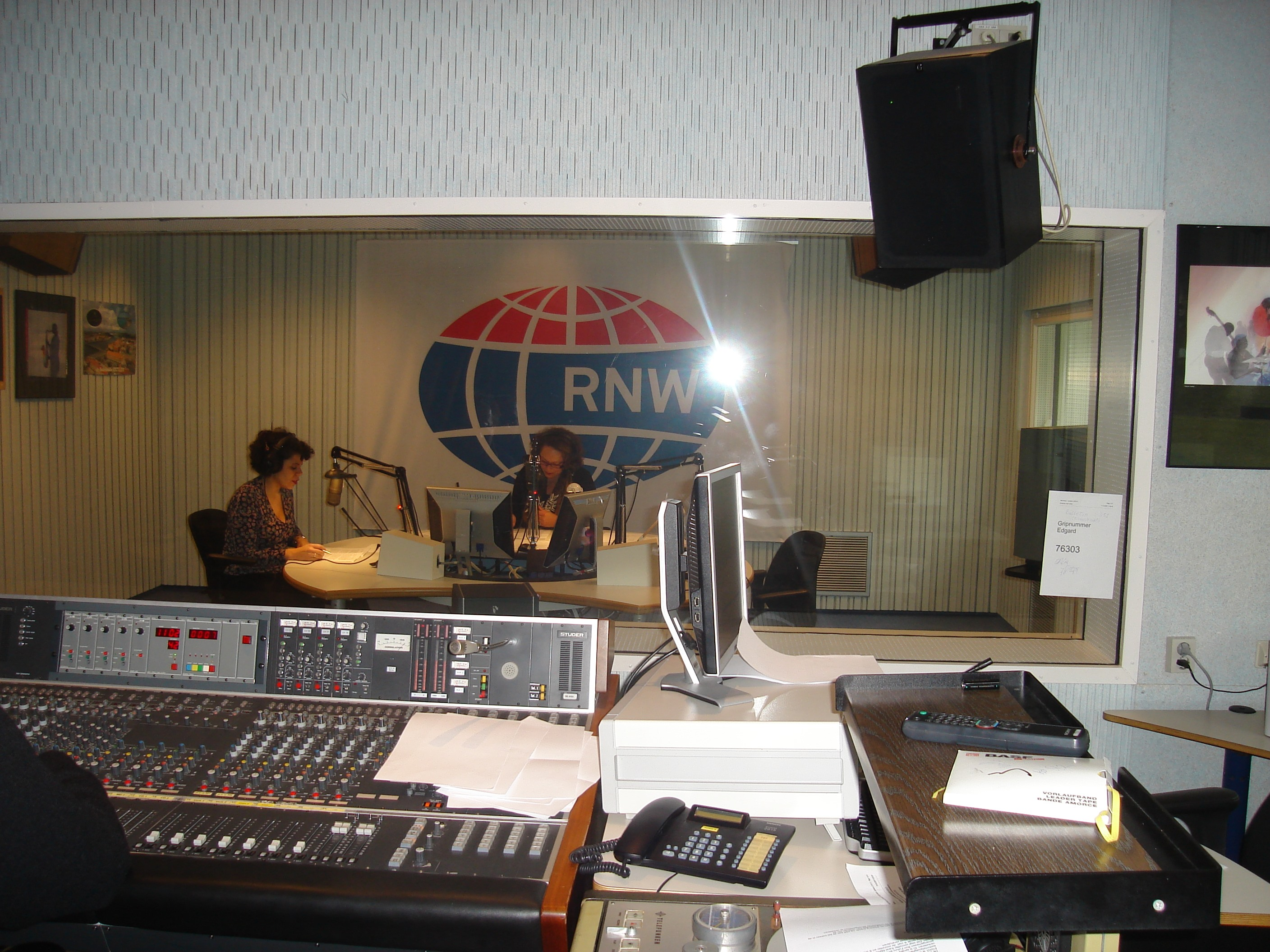
Blick in ein Studio von RNW

Die Programme wurden in alle Weltregionen über Kurzwelle von Sendeanlagen auf Madagaskar und Bonaire sowie aus Deutschland ausgestrahlt. Radio Nederland ist Mitglied im DRM-Konsortium und strahlte zahlreiche Sendungen in digitaler Modulation, im DRM-Modus aus. Da sich das DRM-System in Europa bisher nicht durchsetzen konnte und sich die Ausstrahlungskonzepte von RNW änderten, wurden diese digitalen Sendungen aufgegeben. 
Gesendet wurde in den Sprachen Englisch, Spanisch, Portugiesisch, Indonesisch, Chinesisch, Arabisch, Französisch und Surinamisch.
Für Flamen und Niederländer im Ausland wird gemeinsam mit dem belgischen flämischen Rundfunk VRT das Fernsehprogramm BVN weltweit über Satellit ausgestrahlt. 
In den letzten Jahren wird verstärkt das Internet zur Verbreitung des Programms eingesetzt. Die Sendungen in niederländischer, englischer und spanischer Sprache wurden bis Ende Juni 2012 durchgehend über je einen Livestream über das Internet angeboten. Auf der Website des Senders gab es hierzu einen Player. Außerdem standen Podcasts und Audio on Demand für einzelne Sendung als Streaming zur Verfügung. Es gab auch einen kontinuierlichen Kanal RNW Classical, der Einspielungen klassischer Musik von niederländischen Interpreten und Orchestern darbot.

### Der englischsprachige Dienst von RNW
Zu den bekannten Sendungen des englischsprachigen Dienstes zählte das Medienmagazin Media Network, das lange Jahre hinweg von Jonathan Marks moderiert wurde. Die Sendung war dem internationalen Hörfunk gewidmet. Nachdem sie eingestellt worden war, führte Andy Sennitt die Medienberichterstattung bis zu seiner Verrentung im März 2012 in seinem gleichnamigen Blog fort, das weiterhin bei Kurzwellenhörern Beachtung fand.
Eine weitere langjährige Sendung im englischen und im spanischen Programm von RNW war die Happy Station Show, die von 1928 bis 1969 von Eddie Startz und danach bis 1993 von Tom Meijer moderiert wurde. In den beiden letzten Jahren bis zur Einstellung am 17. September 1995 wurde die Sendung im englischen Programm von RNW von Pete Myers and Jonathan Groubert moderiert. Die Happy Station Show war ein Unterhaltungsprogramm mit Hörerbeteiligung am Sonntag. Es war die am längsten laufende Unterhaltungssendung im internationalen Hörfunk.
Die Sendungen des englischsprachigen Dienstes von RNW begannen immer zur halben Stunde GMT und dauerten 55 Minuten. Sie begannen an jedem Tag, außer sonntags, mit einer zehnminütigen Nachrichtensendung, gefolgt von einem Nachrichtenmagazin, das 20 Minuten dauerte. Es folgte ein Feature-Programm. Sonntags bestand die ganze Sendung – bis zu deren Einstellung – nur aus der Happy Station Show.
Seit der Einführung des Livestreams wurden die Feature-Programme kontinuierlich gesendet. Eigene Nachrichtensendungen von RNW gibt es aber nicht mehr.